# Le Tampon
Le Tampon est une commune de l'île de La Réunion, la quatrième plus importante en nombre d'habitants.
Elle fait partie de l'unité urbaine de Saint-Pierre.

## Géographie

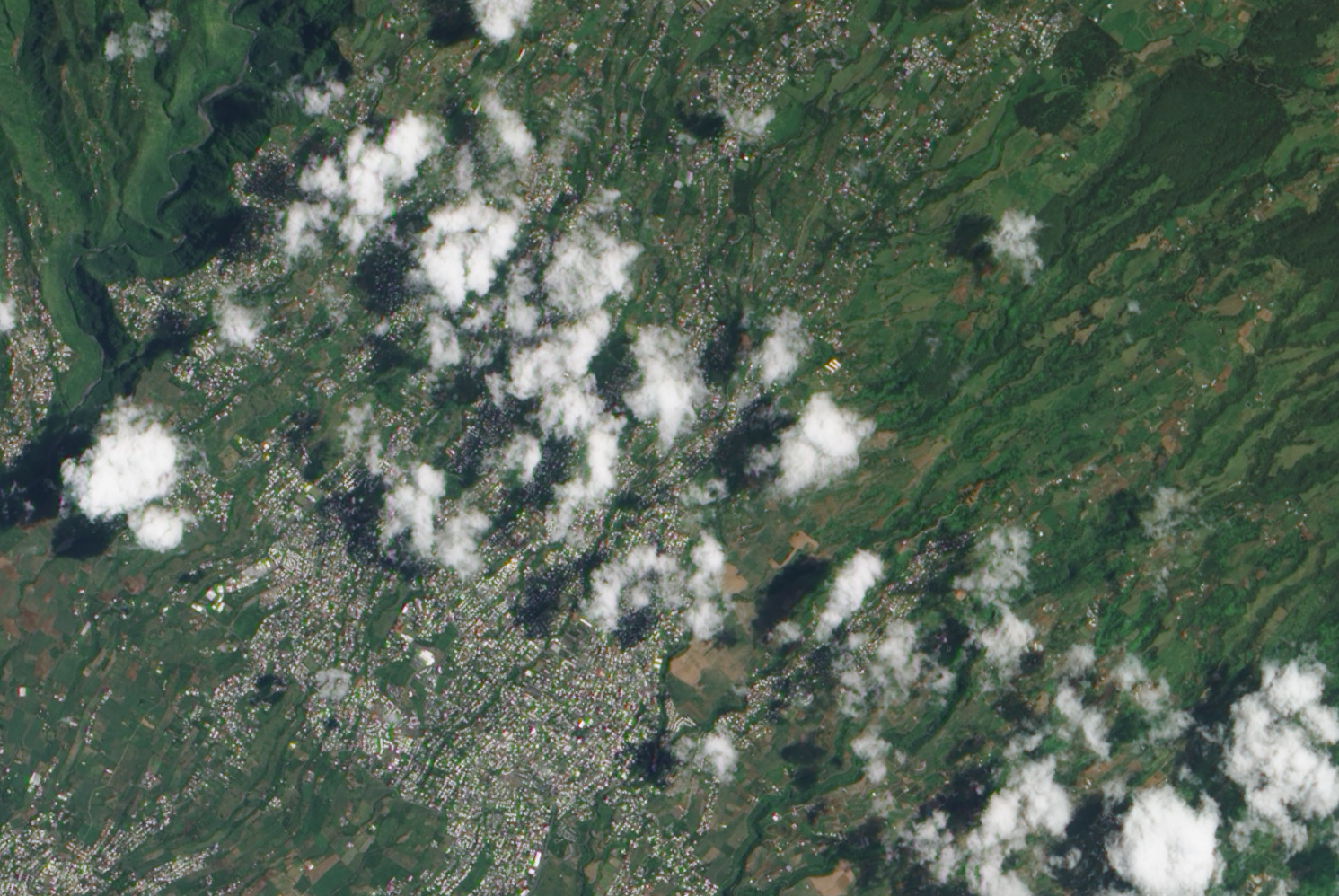
La ville du Tampon vue de l'espace le 16 janvier 2009.

### Localisation
Le territoire communal du Tampon est situé dans le sud de l'île de La Réunion, sur la Côte Sous le Vent, sur les hauteurs de la ville de Saint-Pierre.
La commune s'étale sur les pentes qui descendent de la Plaine des Cafres vers l'océan. Elle est encadrée au nord-ouest par le Bras de la Plaine et au sud-est par la Rivière des Remparts.
L'habitat est dispersé sur les pentes en se groupant en quartiers, le plus important en taille et en population étant celui du chef-lieu. Les premières habitations s'installant le long de la route menant de Saint-Pierre à la Côte au Vent, elles prirent le nom du kilométrage à partir de l'océan ce qui donna des noms singuliers aux quartiers du Tampon : le Onzième, le Quatorzième, le Vingt-Troisième…
L'étalement de la commune en altitude contribue à créer de nombreux climats favorables à la villégiature, au tourisme et à l'agriculture (canne à sucre, fleurs, élevage, etc.).

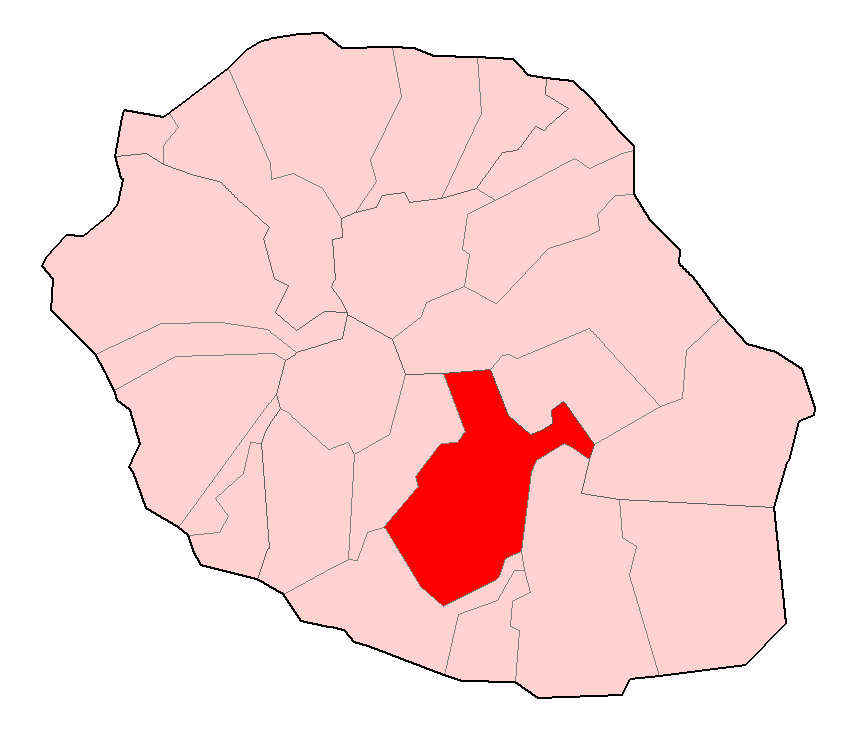
Localisation administrative du territoire communal du Tampon.

Le territoire de la commune est limitrophe de ceux de six autres communes :
| Saint-Benoît | La Plaine-des-Palmistes | Sainte-Rose  |
| Entre-Deux   | Tampon                  | Saint-Joseph |
|              | Saint-Pierre            |              |

## Urbanisme

### Typologie
Le Tampon est une commune urbaine, car elle fait partie des communes denses ou de densité intermédiaire, au sens de la grille communale de densité de l'Insee,,,. Elle appartient à l'unité urbaine de Saint-Pierre, une agglomération intra-départementale regroupant 3 communes et 174 333 habitants en 2022, dont elle est une ville-centre,.
Par ailleurs la commune fait partie de l'aire d'attraction de Saint-Pierre - Le Tampon, dont elle est une commune du pôle principal. Cette aire, qui regroupe 5 communes, est catégorisée dans les aires de 200 000 à moins de 700 000 habitants,.

## Toponymie
Plusieurs hypothèses sont émises quant au nom de la commune :
- Selon un texte datant de 1727, l'origine du nom de la commune vient de celui de la ravine du Tampon (affluent de la rivière d'Abord), lieu sur lequel un tampon de hublot aurait été placé en signe de repère.

- Selon l'historien Yves Perotin, Le Tampon était également un repère ; il y a hésitation entre le tampon de combat, et le tampon d'écubier.

- La version la plus souvent citée est celle de l'origine malgache, découlant du terme "Tampony" ou "Tampona", c'est-à-dire "belvédère" ou cime que l'on voit de loin[9]

## Histoire
À partir du XVIIIe siècle, le Sud de La Réunion est colonisé.
En 1830, le comte Gabriel Le Coat de Kerveguen s’installe dans le secteur où se sera plus tard créée la commune du Tampon et constitue un empire en s'appropriant presque toutes les concessions du sud. En 1859, alors que l’île manque de numéraire, il y introduit sa propre monnaie, deux cent vingt-sept mille kreutzers démonétisés qu’il a ramenés de l’empire d'Autriche, qu’il fait frapper d'un « K » et qui seront aussi localement nommés des kervéguens. Avec ceci, il paye la main d'œuvre indienne travaillant sur ses terres. Vingt ans plus tard, la monnaie est déclarée illégale.
À partir de 1870, l'ylang-ylang et le vétiver commencent à être distillés et Bois Joly Potier met au point l'alambic en 1887.
En juillet 1882, la région Tampon-Plaine des Cafres se sépare de Saint-Pierre et se dote d'adjoints.
En 1911, la première église du Tampon voit le jour sous l'influence du père Eugène Rognard.
Jusqu'alors une section administrative de Saint-Pierre, la commune du Tampon voit le jour le 25 juillet 1925 avec Edgar Avril comme premier maire.
En 1941, l'eau courante arrive au Tampon suivie de l'électricité en 1952.
Le sanatorium des Trois-Mares ouvre en 1960 et le lycée Roland-Garros est inauguré en août 1965.
En 1979, la commune du Tampon s'agrandit en absorbant la région du Piton de la Fournaise à proximité de la Plaine des Cafres.
La construction de la maison du Volcan débute en 1989.
Édouard Balladur, alors Premier ministre, préside l'ouverture du Campus Sud de l'université de La Réunion.

## Politique et administration

### Rattachements administratifs et électoraux
Le Tampon appartient à l'arrondissement de Saint-Pierre et le territoire de la commune couvre deux cantons depuis le redécoupage cantonal de 2014 :
- Le Tampon-1 qui compte 39 089 habitants[11] ;
- Le Tampon-2 qui compte 38 194 habitants[11].

Avant 2015, elle était divisée en quatre :
- Le Tampon 1er canton : 22 301 habitants[12] ;
- Le Tampon 2e canton : 14 233 habitants[12] ;
- Le Tampon 3e canton : 16 927 habitants[12] ;
- Le Tampon 4e canton : 21 537 habitants[12].

Pour l’élection des députés, la commune fait partie de la troisième circonscription de La Réunion, représentée depuis 2024 par Joseph Rivière (RN).

### Intercommunalité
Le Tampon est associé dans la communauté d'agglomération du Sud avec trois autres communes : Saint-Philippe, Entre-Deux et Saint-Joseph.

## Population et société

### Démographie
L'évolution du nombre d'habitants est connue à travers les recensements de la population effectués dans la commune depuis 1961, premier recensement postérieur à la départementalisation de 1946. À partir de 2006, les populations de référence des communes sont publiées annuellement par l'Insee. Le recensement repose désormais sur une collecte d'information annuelle, concernant successivement tous les territoires communaux au cours d'une période de cinq ans. Pour les communes de plus de 10 000 habitants les recensements ont lieu chaque année à la suite d'une enquête par sondage auprès d'un échantillon d'adresses représentant 8 % de leurs logements, contrairement aux autres communes qui ont un recensement réel tous les cinq ans,.

En 2022, la commune comptait 81 964 habitants, en évolution de +6,06 % par rapport à 2016 (La Réunion : +3,33 %, France hors Mayotte : +2,11 %).
| 1961   | 1967   | 1974   | 1982   | 1990   | 1999   | 2006   | 2011   | 2016   |
| ------ | ------ | ------ | ------ | ------ | ------ | ------ | ------ | ------ |
| 24 335 | 31 378 | 36 107 | 40 545 | 47 593 | 60 323 | 69 849 | 74 998 | 77 283 |

| 2021   | 2022   | - | - | - | - | - | - | - |
| ------ | ------ | - | - | - | - | - | - | - |
| 81 943 | 81 964 | - | - | - | - | - | - | - |

### Enseignement

#### Collèges
On trouve sur le territoire communal sept collèges :
- le collège public de La Châtoire datant des années 2000 et qui comptait 930 élèves à la rentrée 2005 ;
- le collège public Michel-Debré du Vingt-Troisième à la Plaine des Cafres ;
- le collège public du Quatorzième-kilomètre ;
- le collège privé Marthe-Robin ;
- le collège public de Terrain-Fleury qui comptait 1 599 élèves à la rentrée 2005 ;
- le collège public de Trois-Mares ouvert en 1975 ;
- le collège public du 12e-km ouvert en 2013[18].

#### Lycées
On compte par ailleurs trois lycées publics :
- le lycée d'enseignement général et technologique Roland-Garros (lycée Roland-Garros) qui comptait 2 450 élèves à la rentrée 2005 ce qui en fait l'un des plus grands de France avec ses deux terrains de football. Sa création a été ardemment défendue par Michel Debré durant les années 1960 ;
- le lycée d'enseignement général et technologique Pierre-Lagourgue ;
- le lycée d'enseignement général, professionnel et technologique Boisjoly-Potier (lycée BoisJoly-Potier) qui comptait 1 430 élèves à la rentrée 2005.

#### Université
La commune accueille également un campus secondaire de l'Université de La Réunion. Il accueille des étudiants en licence, les étudiants en STAPS, l'IUFM…
Le Centre international d'études pédagogiques (CIEP) y dispose d'une antenne locale.

### Manifestations culturelles et festivités
Depuis 1983, la commune a deux fêtes annuelles : la première en janvier, Miel Vert (foire agricole), la seconde en octobre pour les Florilèges (foire des fleurs et des plantes). En janvier 2018, la fête du Miel Vert a été perturbée par le cyclone Ava.
Des spectacles variés sont présentés au théâtre Luc Donat. À proximité se trouve la médiathèque du Tampon qui accueille des expositions, tout comme la salle Rita & Charles Beaudemoulin tournée vers l'art contemporain.

### Sports
- Le stade Klébert-Picard (anciennement Roland-Garros) dans le centre-ville. Il accueille l'équipe municipale de football.
- Le skatepark de Trois-Mares.
- Le complexe Dijoux Carnot, avec une salle en parquet dédiée au basket-ball depuis 1956.

## Économie
Un projet de futur « Parc du Volcan » à la Plaine des Cafres dont le coût est estimé à près de 11,6 millions d'euros, prévoit une station de 10 tyroliennes, d’un ballon captif et de serres géodésiques, des serres chauffées. Le projet ne fait pas l'unanimité, l'association « Domoun la Plaine » plaide pour un « projet alternatif citoyen ».
La mobilisation qu'elle a su créer autour de ses revendications, en alertant les autorités locales et internationales (UNESCO), a sans doute amené les différentes instances environnementales chargées de délivrer les autorisations nécessaires pour les aménagements prévus dans ce projet, à beaucoup plus de vigilance. C'est ainsi que la commission de préservation des espaces naturels, agricoles et forestiers (CDPENAF) a, dans un premier temps, bloqué le projet de tyroliennes qui devaient survoler des habitations, puis au cours de l'enquête publique, littéralement réduit la surface du projet à une portion congrue (de 50 à 15 ha) afin de protéger des espaces naturels sensibles menacés par les attractions prévues à cet endroit.
La mobilisation exceptionnelle de la population au cours de l'enquête publique qui a duré 6 semaines au lieu de 4 prévues initialement, a abouti à un rapport de commissaire enquêteur qui, tout en donnant un avis favorable sans réserve pour ne pas gêner le maître d'ouvrage, a prescrit de multiples recommandations.
L'arrêté préfectoral du 14 novembre 2023 a, d'une certaine façon, donné raison à l'association citoyenne Domoun la Plaine, en assortissant son permis d'aménager de multiples prescriptions pour protéger l'environnement exceptionnel qui abrite des espèces - faune et flore - en grave danger d'extinction selon l'UICN, et aussi pour protéger la population des atteintes à la santé que faisait peser ce projet.
Finalement, ce sera une insuffisance de financement qui pourrait faire passer ce projet, mal pensé, mal conduit sans dialogue avec la population et finalement mal financé, aux oubliettes de l'Histoire du Tampon.
En effet, le financement par le FEDER, arraché sous l'ancienne mandature (Didier Robert) au Conseil régional proche du maire du Tampon, prévoyait expressément la fin des travaux au 31/12/2023. Cette clause essentielle, comme elle sera difficilement tenable par le maître d'ouvrage qui s'était pourtant dépêché de distribuer les marchés à un mois avant la date d'échéance, renvoie inexorablement le porteur de projet de « tourisme de masse », comme il aime le dire souvent, à ses très chères études qui ont déjà coûté près de 2 millions d'euros.

## Culture locale et patrimoine
La commune accueille chaque année depuis les années 1990 la messe des motards, une messe qui accueille près de 5 000 motards.

### Lieux de cultes
- L'église Saint-François-de-Sales. Elle est inscrite à l'Inventaire général du patrimoine culturel[21].
- Église Marie-Reine-du-Monde de Quatorzième.
- Église Saint-Antoine de Dix-Septième.
- Église Saint-Esprit de Trois-Mares.
- Église Sainte-Thérèse-de-l'Enfant-Jésus-et-de la Sainte-Face de la Plaine des Cafres.
- Chapelle Saint-Michel du Tampon.
- La chapelle de l'ex-Apeca. L'édifice a été inscrit au titre des monuments historiques en 2018[22].
- Chapelle Bienheureux-Frère-Scubillion de Douzième.
- Chapelle du Sacré-Cœur de Piton Hyacinthe.
- Chapelle Notre-Dame-de-la-Paix de Notre-Dame-de-la-Paix.
- Chapelle Notre-Dame-de-la-Salette de Pont-d'Yves.
- Chapelle Notre-Dame-de-Lourdes de Bois-Court.
- Chapelle Notre-Dame-des-Affligés de Grande-Ferme.
- Chapelle Notre-Dame-du-Silence du Grand Tampon les Hauts.
- Chapelle Sainte-Famille de la Chatoire.
- Chapelle Saint-Jean-Baptiste de la Ravine Blanche.
- Chapelle Saint-Jean-Baptiste de La Salle de Bourg-Murat.
- Chapelle Saint-Joseph-Ouvrier de Grand-Bassin.
- Chapelle de Bérive.
- Chapelle Saint-François-d'Assise de Douzième.
- Chapelle Saints-Anges-Gardiens de Bras-de-Pontho.
- Liste détaillée des églises du Tampon sur :

### Lieux et monuments

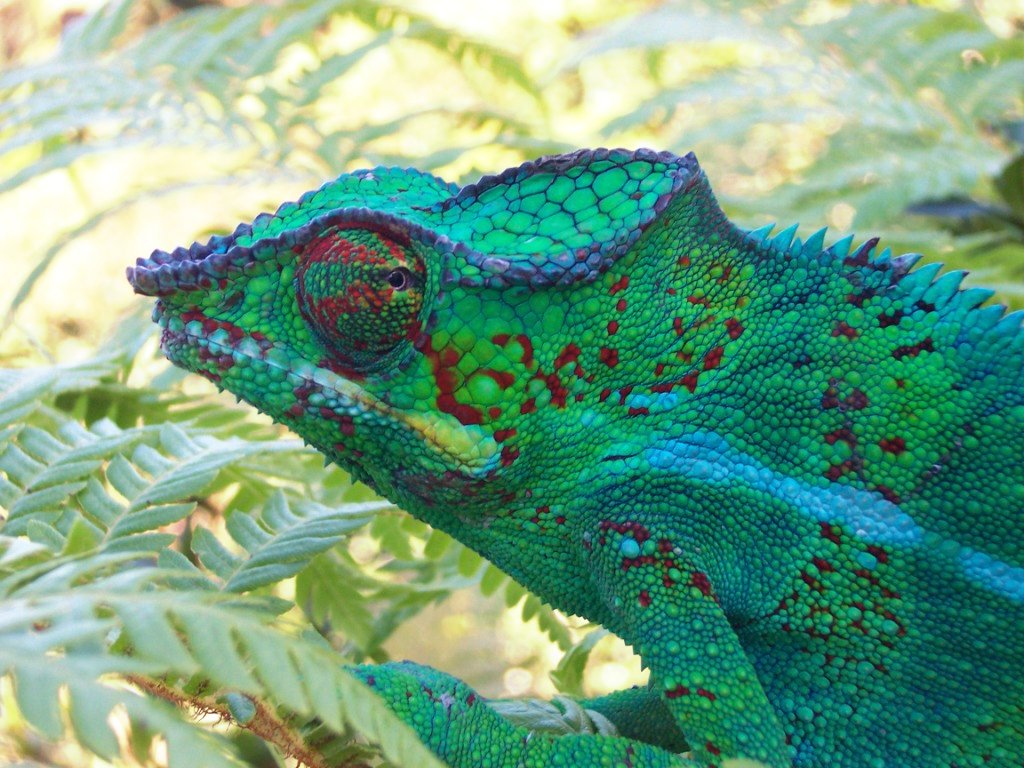
Un caméléon panthère pris en photo au Tampon.

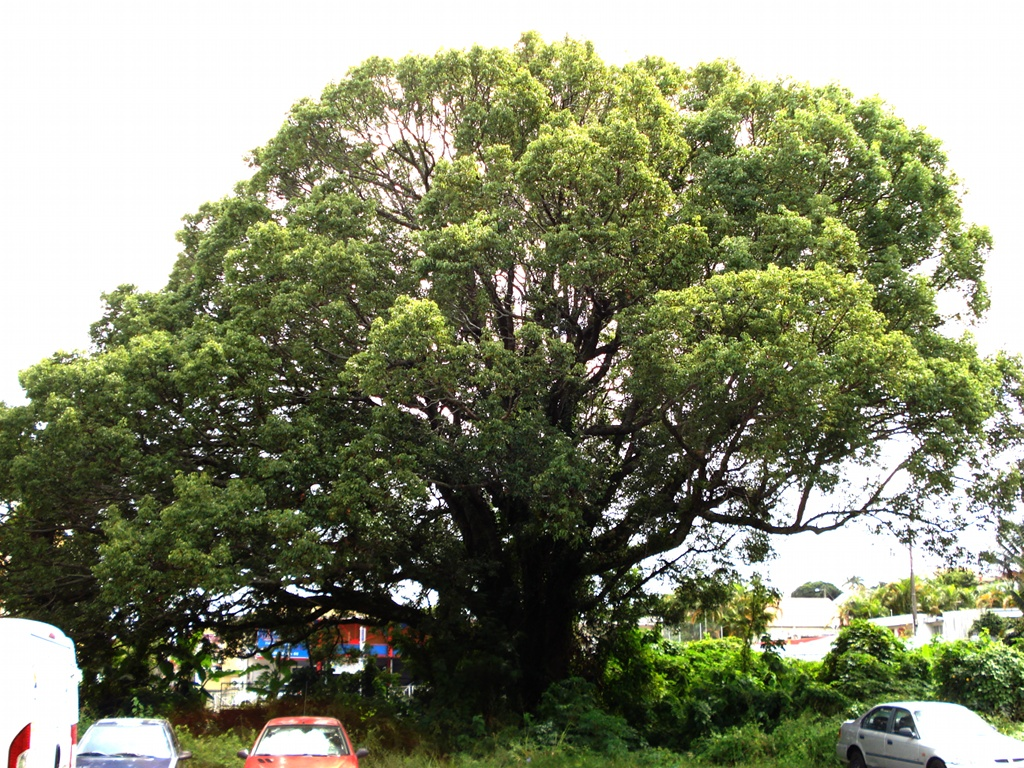
Un camphrier sur un terrain que la commune a classé pour le protéger.

- La Cité du volcan, située à Bourg-Murat, est un musée et un centre ludique pour découvrir et apprendre sur les volcans et en particulier sur le Piton de la Fournaise.
- La route menant au piton de la Fournaise et notamment la plaine des Cafres, la rivière des Remparts, le cratère Commerson, la plaine des Sables et enfin le pas de Bellecombe et son panorama saisissant sur le volcan.
- Le parc Jean-de-Cambiaire pour son jardin et la villa typique de l'architecture créole en bardeaux.
- Le parc des Palmiers, situé à Dassy, détient la collection la plus importante de palmiers au monde ; avec pratiquement un millier d'espèces et quelque 7.200 palmiers plantés sur 10 hectares.
- Le sentier botanique de Notre-Dame-de-la-Paix au-dessus de la rivière des Remparts.
- Piton Hyacinthe pour son cadre.
- Le village de Bois-Court avec son panorama sur le Bras de la Plaine et le village de Grand-Bassin.
- La maison Roussel.
- Le château Bel-Air.

La commune contient un dépôt de munitions sur le lieu-dit du Bourg-Murat dans la plaine des Cafres dépendant, depuis la création de ce service en 2011, du service interarmées des munitions.

### Personnalités liées à la commune
- Hyacinthe de Kerguelen de Kerbiquet (1637- ), frère capucin, curé de l'île Bourbon de 1689 à 1696. Le cône volcanique et le village de Piton Hyacinthe dans les hauts de la commune ont été nommés par référence à cette figure historique des débuts de la colonisation de l'île.
- Jean Fontaine (1922-2014), homme politique, né au Tampon.
- Keiiti Aki (1930-2005), sismologue japonais, mort au Tampon.
- Jacqueline Farreyrol (1939), chanteuse et femme politique, née au Tampon,
- André Thien Ah Koon (1940), maire de la commune et député, né au Tampon.
- Claude Hoarau (1942), homme politique, né au Tampon.
- Memona Hintermann-Afféjee (1952-), journaliste, grand reporter, membre du Conseil supérieur de l'audiovisuel, née au Tampon.
- Danyèl Waro (pseudonyme de Daniel Hoareau) (1955), musicien, chanteur et poète, né au Tampon.
- Willy Blain (1978), boxeur, né au Tampon.
- Maurice Krafft, (1946-1991) et Katia Krafft, (1942-1991), L'existence de ce musée est largement due à la volonté du couple de volcanologues, qui ont étudié de près les éruptions du Piton de la Fournaise, et qui sont tous deux décédés le 3 juin 1991 dans une nuée ardente du mont Unzen, au Japon.

### Héraldique et devise
| armoiries du Tampon | Les armes - Le blason et armoiries du Tampon. - Les armoiries de la Commune créées en 1965, sont composées d’une couronne murale à 5 tours, avec en cimier, un livre ouvert portant le mot FLORAL, encadré de part et d’autre de deux cornes d’abondance renversées. Ce blason symbolise d’une part le tourisme, en l’occurrence les gorges qui encadrent la commune : Bras de la Plaine et Rivière des Remparts (remparts sinople, montagne violette au centre sur fond de ciel azur) et d’autre part la richesse du sud, le grenier de l’île, symbolisé par deux cornes d’abondance entourant l’écu et trois orchidées blanches sur ce dernier. L’écu est surmonté d’une flamme symbolique attestant de la pérennité de la culture française. La devise de la commune est : « Le Tampon, une commune où il fait bon vivre »[réf. nécessaire]. |